# Oasi Montagna di Sopra
L'Oasi Montagna di Sopra è un'area naturale protetta istituita nel 2000 nel territorio comunale di Pannarano, in provincia di Benevento, co-gestita dal WWF.

## Territorio

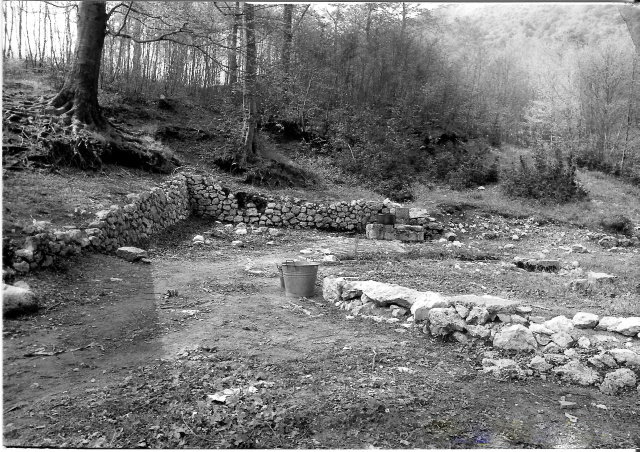
La sorgente dell'Acqua delle Vene in una foto del 1963

L'oasi consiste in un'area boscosa sui Monti del Partenio, ricompresa nel Parco regionale del Partenio e nella zona speciale di conservazione "Dorsale dei Monti del Partenio" (IT8040006) della rete Natura 2000. Si estende dai 800 m d'altitudine fino ai 1598 m delle cime del massiccio.
Entro il territorio dell'oasi si trovano più sorgenti, fra cui l'Acqua delle Vene al confine con il comune di Pietrastornina. Nei pressi di tale fonte si trova l'omonimo rifugio attrezzato.
L'area naturale è gestita dal comune di Pannarano con il sostegno dei volontari del WWF Sannio e della cooperativa Lavoro e Territorio.

## Fauna
Fra l'avifauna, è possibile osservare poiane, sparvieri, colombacci, falchetti, corvi imperiali, nibbi bruni, falchi pellegrini, allocchi, gufi reali. 
Fra i mammiferi sono da annoverare volpi, donnole, faine, martore, tassi e, negli ultimi anni, è stato accertato il ritorno del lupo dell'Appennino.
Fra gli anfibi, è da annoverare una sottospecie particolare della salamandra pezzata.

## Flora
Il territorio dell'oasi è coperto da una foresta di latifoglie tipiche dell'Appennino: faggio, agrifoglio, tasso, ontano.
Sui crinali si può trovare il leccio e alcune specie endemiche come la Saxifraga granulata, la Viola aethnensis, la rosa alpina e il giglio martagone (simbolo dell'oasi).